# Yvette Borup Andrewsová

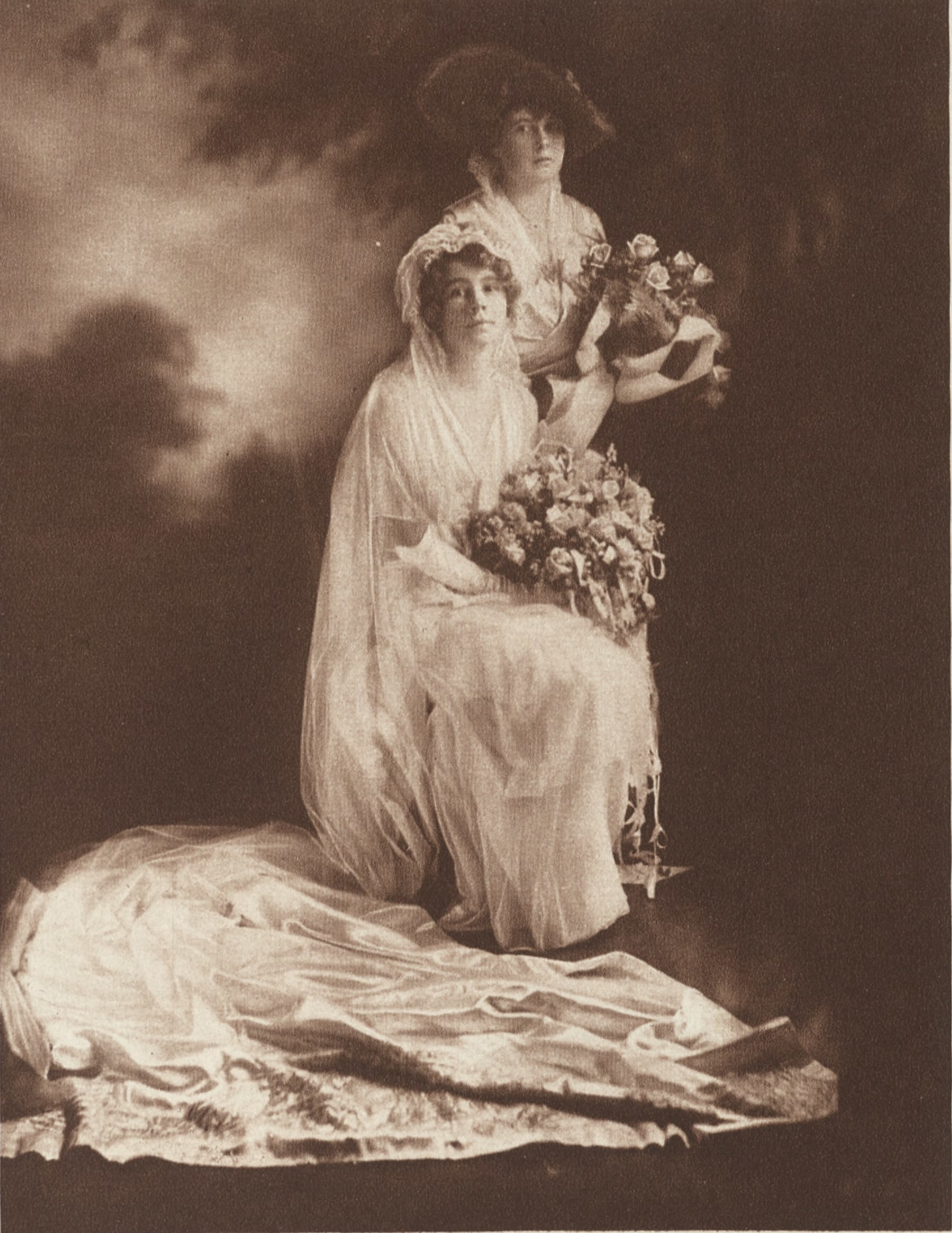
Mrs. Roy Chapman Andrews, dříve Miss Yvette Borup, v pozadí Miles Standish Slocum, svatební fotografie, The New York Times, 1. listopadu 1914

Yvette Borup Andrewsová (nepřechýleně Andrews; 28. února 1891, Paříž – 12. dubna 1959, Burgos) byla americká fotografka spolupracující s Americkým přírodovědným muzeem. S ředitelem muzea Royem Chapmanem Andrewsem odcestovala v roce 1918 do Střední Asie nejdříve na první a poté i na druhou asijskou zoologickou expedici.

## Životopis
Yvette Huen Borup se narodila v Paříži americkým rodičům Henrymu Dana Borup (1854–1916) a Mary Watson Brandreth Borupové (1854–1897). Její otec byl před první světovou válkou americký vojenský atašé v Paříži a Berlíně. Její dědeček z matčiny strany, George A. Brandreth, a její pradědeček, kongresman Aaron Ward, byli newyorští politici. Její prapradědeček, Elkanah Watson, byl pozoruhodný newyorský obchodník. Její starší bratr George Brandreth Borup (1885–1912) byl asistentem Roberta Pearyho na expedici na severní pól a napsal knihu o svých zkušenostech v Arktidě. Yvette Borupová se vzdělávala ve Francii, Německu, Itálii a New Yorku. Jednou z jejích kamarádek ze školy v Kaiserin Auguste Institute byla princeznou Viktorií Luisou Pruskou.

## Kariéra
Yvette Borup Andrewsová byla etnografická fotografka a filmařka pracující pro Americké přírodovědné muzeum. Byla fotografkou přidělenou do první asijské zoologické expedice muzea (1916–1917), do Číny, Tibetu a Barmy a druhé asijské zoologické expedice (1918) do Mongolska a severní Číny, obě expedice vedené jejím manželem. Statické snímky a filmy vyvíjela v přenosné „gumové temné komoře“ v terénu. Ve dvacátých letech byla opět v terénu s Andrewsem jako fotografka na středoasijských expedicích muzea. Na této cestě vyfotografovala poslední festival Maidari v Ulánbátaru a vytvořila cenný historický dokument tohoto lidového zvyku.
Její fotografie byly publikovány v knize Camps and Trails in China (1918), na které se jako spoluautor podílel také její manžel. Další fotografie umělkyně se objevily v Across Mongolian Plains (1921). Brzy po jejich rozvodu řekl Roy Chapman Andrews publiku, že „Fyzicky a intelektuálně si ženy mohou pro práci s průzkumem rovnat mužům, ale v temperamentu tomu tak není. Neobstojí před drobnými denními mrzutostmi, které se vyskytují v poněkud pokusné expediční práci. Triviality, které muži mohou ignorovat, je zcela vyrušují a brání jim v koncentraci na tvrdou a svědomitou práci. Společnost geografek vznesla proti jeho pozorování námitky.
V roce 1940 působila ve Výboru na obranu Ameriky prostřednictvím pomoci spojencům jako dobrovolnice v telefonní bance budovala podporu pro vstup Spojených států do druhé světové války.

## Osobní život
Yvette Borup se v roce 1914 provdala za přírodovědce Roye Chapmana Andrewse (1884–1960), který byl známým jejího zesnulého bratra. Měla dva syny. Otcem George Borupa Andrewse (1917–2007) byl Roy Chapman Andrews, ale přestože se Yvette provdala za Roye Chapmana Andrewse v době narození svého druhého syna, Roye Kevina Andrewse (1924–1989), první muž na návštěvě aby viděl nově narozeného syna, nebyl Roy Chapman Andrews, ale Harold St Clair (Chips) Smallwood. V předvečer Kevinova manželství téměř o 30 let později Nancy oznámila Kevinovi, že jeho otcem byl Smallwood, a ne Roy Chapman Andrews. Yvette a Roy Chapman Andrewsové se rozvedli v roce 1931. Zemřela při dopravní nehodě v roce 1959 poblíž Bahabónu de Esgueva ve španělské provincii Burgos ve věku 68 let.

## Galerie

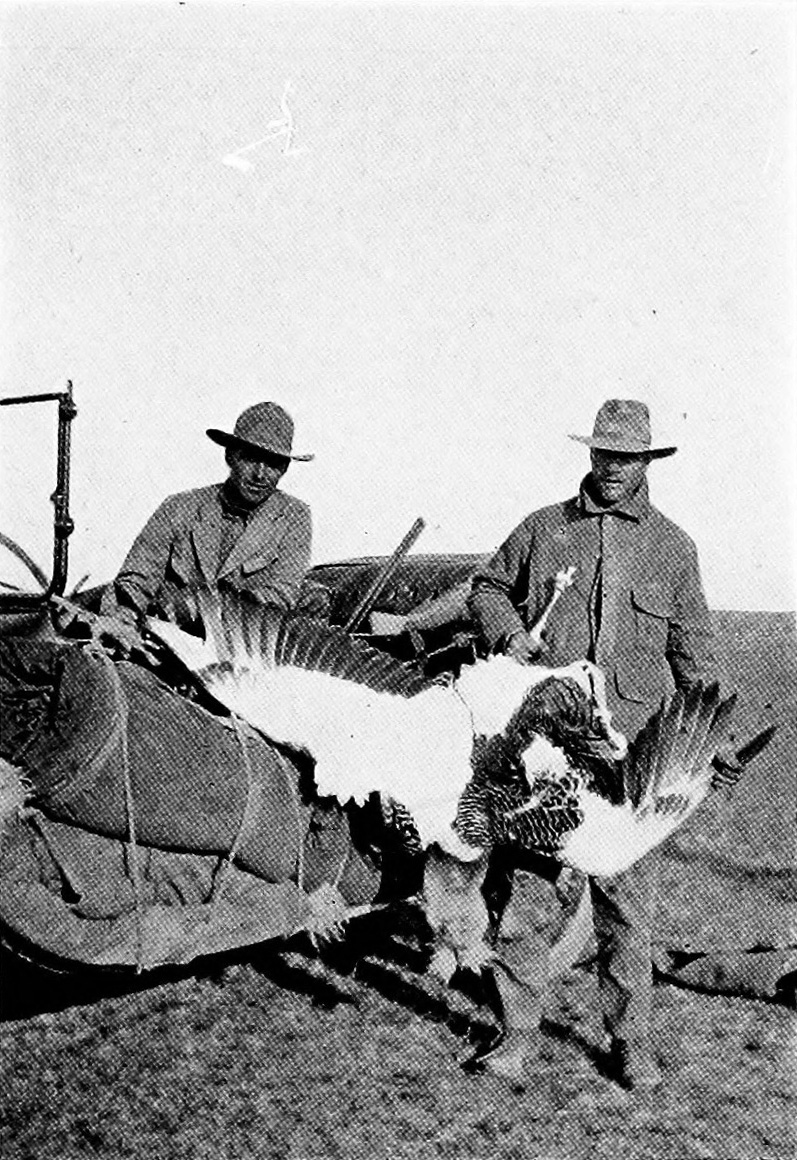
A thirty-five pound bustard, Across Mongolian plains; a naturalist's account of China's „great northwest“, 1921
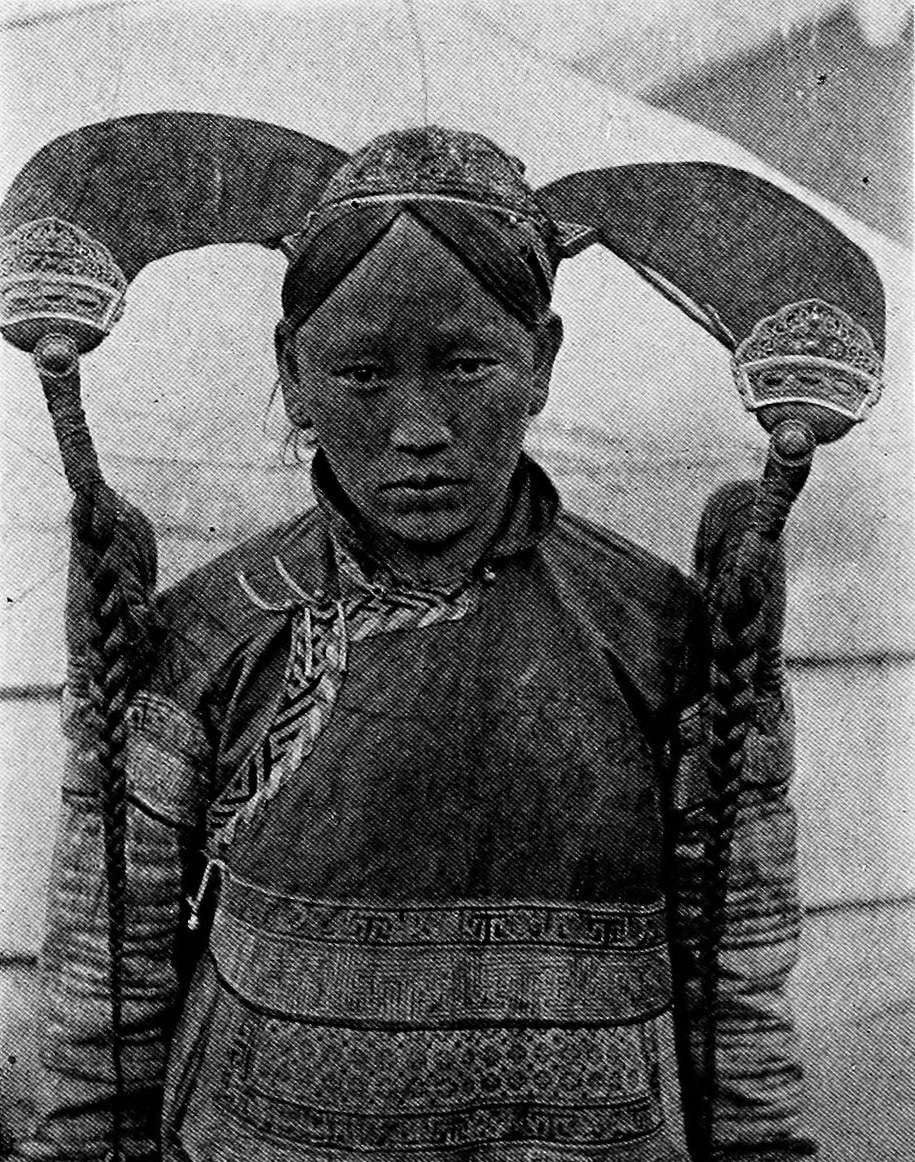
The headdress of a mongol married woman, Across Mongolian plains; a naturalist's account of China's „great northwest“, 1921
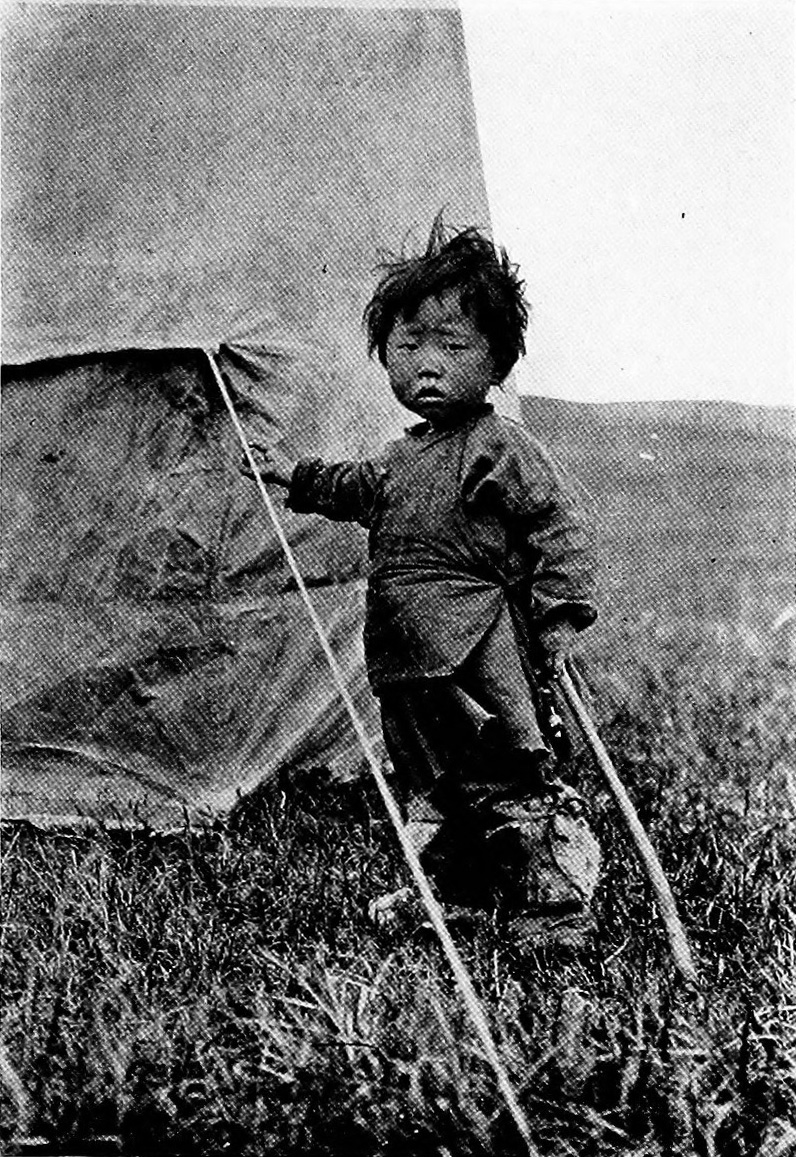
Young mongolia, Across Mongolian plains; a naturalist's account of China's „great northwest“, 1921
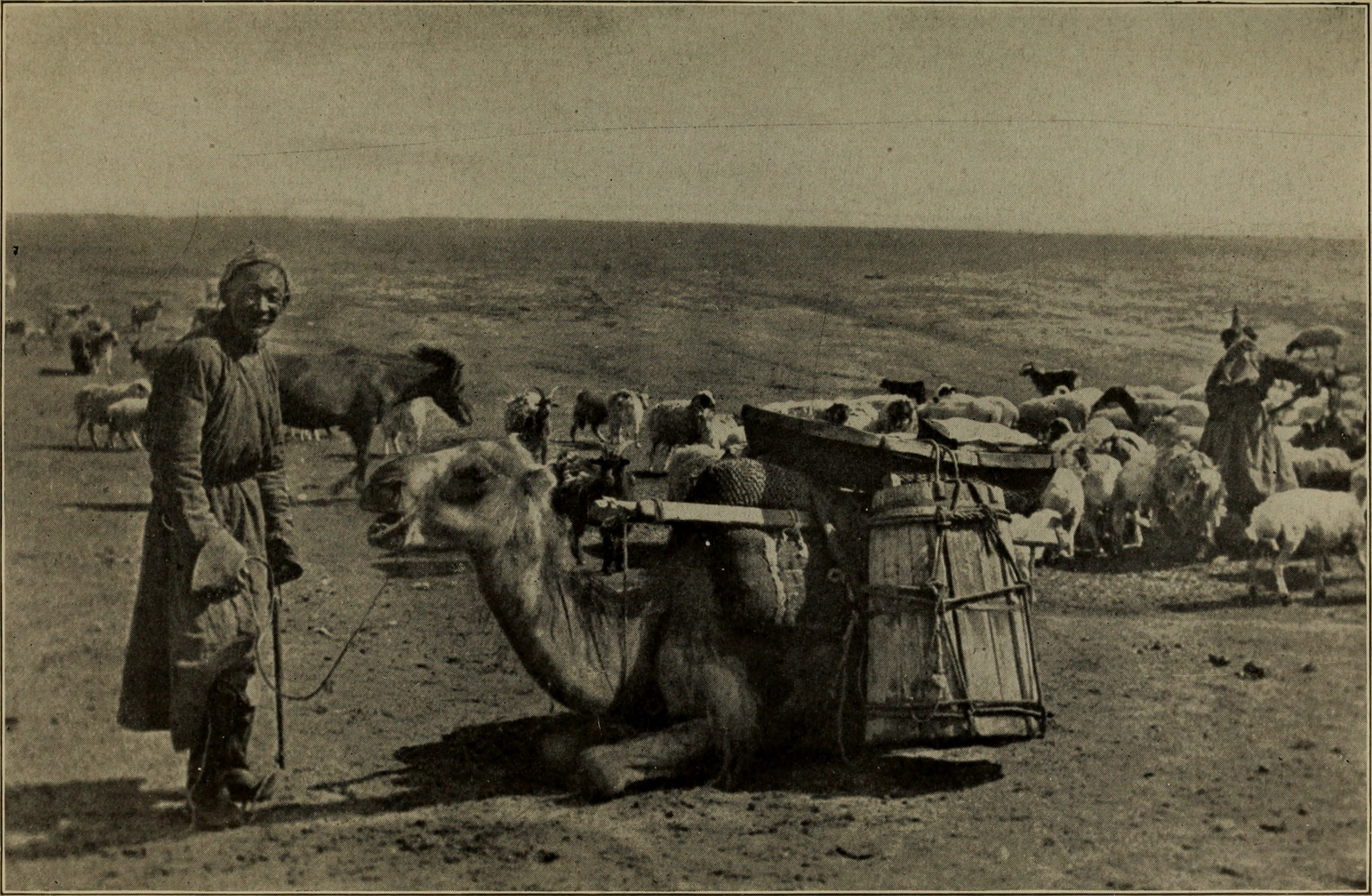
Across Mongolian plains; a naturalist's account of China's „great northwest“, 1921
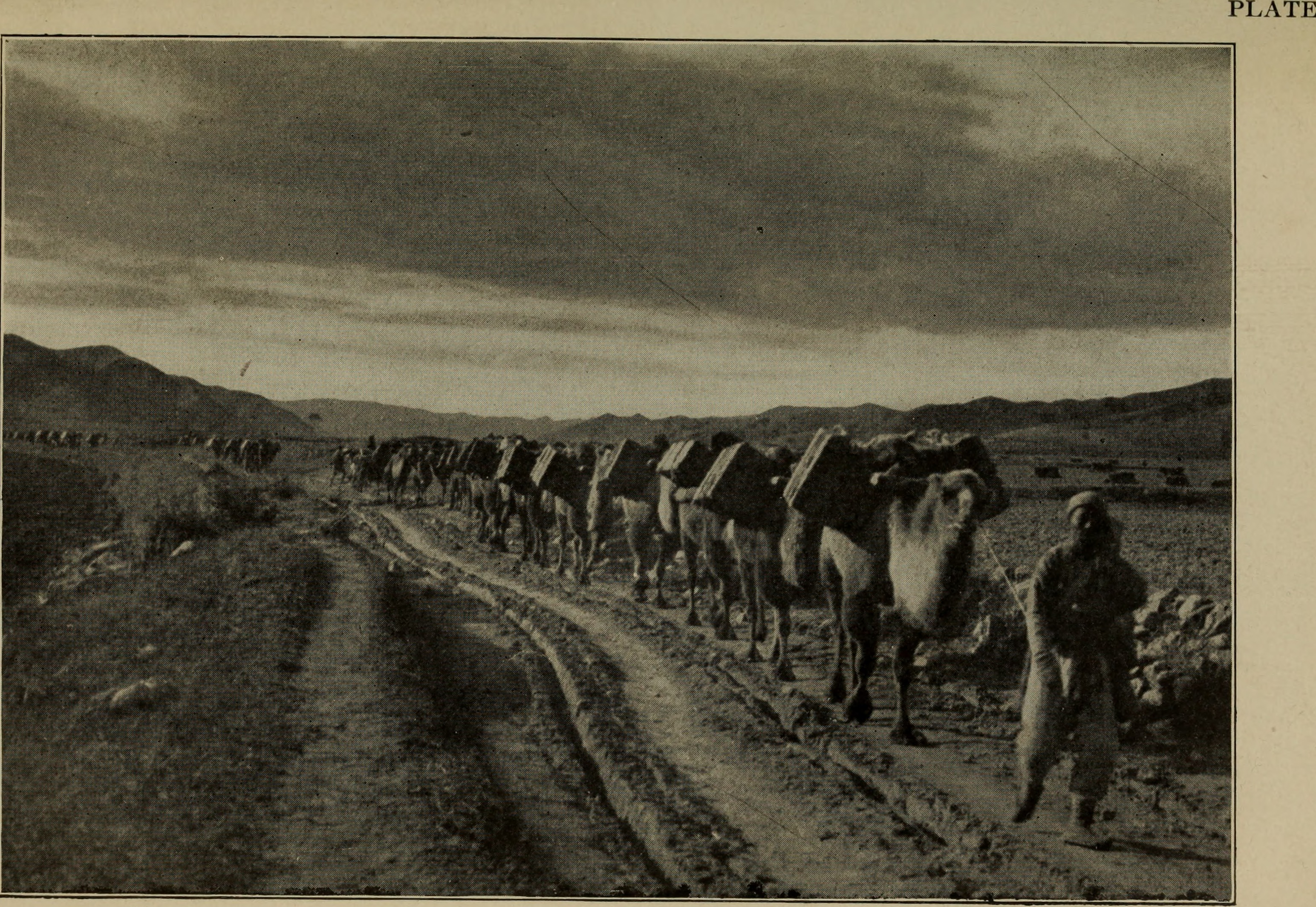
Across Mongolian plains; a naturalist's account of China's „great northwest“, 1921